# Mozambički metikal
Mozambički metikal  (metical moçambicano) službena je valuta države Mozambika. Oznaka valute po standardu ISO 4217 je MZN. Stoti dio metikala zove se centavo. Prema tečaju iz 2. travnja 2011. za jedan eura dobivalo se 43,57 metikala dok je 100 metikala iznosilo 2,3 eura.

## Povijest

### Prvi metikal (MZM)
Metikal je kao valuta 1980. zamijenio postojeći mozambički eskudo komunističkog NR Mozambika. Nova valuta prošla je tešku inflaciju a bila je podijeljena na 100 centava. Nakon revalorizacije rumunjskog leja, vrijednost mozambičkog metikala naglo pada tako da je službeni tečaj tada iznosio 1 USD = 24.500 metikala. 
Nižu valutnu vrijednost od metikala tek je krajem kolovoza 2005. ostvario zimbabveanski dolar. Zbog toga je odlučeno uvesti novu valutu.
Slični razlozi bili su i u Hrvatskoj gdje je sredinom 1990-ih izvršena zamjena iz hrvatskog dinara u hrvatsku kunu.

### Drugi metikal (MZN)
1. srpnja 2006. uveden je novi (drugi) mozambički metikal koji je po ISO 4217 standardu dobio oznaku MZN. Tog datuma u optjecaj su puštene nove novčanice i kovanice. Izvršena je zamjena starog u novi metikal koja je iznosila 1 novi metikal = 1000 starih metikala, a prijelazno razdoblje do kojeg se mogao koristiti stari metikal trajalo je do 31. prosinca 2006. Tijekom razdoblja pretvorbe oznaka nove valute je kod lokalnog stanovništva skraćena iz MTn u MT.
U razdoblju uvođenja nove valute određeno je da će Mozambička središnja banka (por. Banco de Moçambique) otkupiti stare metikale u razdoblju od šest godina, odnosno do 31. prosinca 2012.

## Novčanice

### Prvi metikal
16. lipnja 1980. uvedene su novčanice u apoenima od 50, 100, 500 i 1.000 metikala. 16. lipnja 1983. izvršeno je reizdanje postojećih novčanica a 3. veljače 1989. uveden je apoen od 5.000 metikala. 1991. izdane su novčanice od 500, 1.000, 5.000 i 10.000 mozambičkih metikala, a 1993. one od 50.000 i 100.000 metikala. 1999. uvedene su novčanice od 20.000 a 2003. od 200.000 i 500.000 metikala.

### Drugi metikal
Od 1. srpnja 2006. uvedene su nove banknote od 20, 50, 100, 200, 500 i 1.000 mozambičkih metikala.

## Kovanice

### Prvi metikal
1980. uvedene su kovanice od 50 centavosa te 1, 2,5, 5, 10 i 20 metikala. Kovanice od 50 centavosa, 2,5 i 5 metikala kovale su se od aluminija, kovanica od jednog metikala od mjedi, a kovanice od 10 i 20 metikala od bakra i nikla. 1986. uvedene su aluminijske kovanice od 1, 10, 20 i 50 metikala. 1994. u platni promet se plasiraju kovanice od 1, 5, 10, 20, 50, 100, 500 i 1.000 metikala. Kovanice niže vrijednosti izrađene su od mjedi koja je presvućena čelikom, a one više denominacije od nikla presvučenog čelikom. 5.000 metikala je uvedeno 1998. nakon čega 2003. slijedi 10.000 metikala.

### Drugi metikal
1. srpnja 2006. u optjecaj su puštene kovanice u apoenima od 1, 5, 10, 20 i 50 centavosa te 1, 2, 5 i 10 metikala.

## Vanjske poveznice
- Prikaz kovanica i novčanica na web stranici Nacionalne banke Mozambika  Arhivirana inačica izvorne stranice od 14. listopada 2011. (Wayback Machine)

| Yahoo! Finance: | AUD CAD CHF EUR GBP HKD JPY USD |
| XE.com:         | AUD CAD CHF EUR GBP HKD JPY USD |